# Contractul de diferență
Contractul pentru diferență (sau CFD) este un contract între două părți, de obicei denumite ca fiind "cumpărător" și "vânzător". Acesta prevede că vânzătorul să plătească cumpărătorului diferența dintre valoarea actuală a unui activ și valoarea sa la momentul încheierii contractului. (Dacă diferența este negativă, atunci cumpărătorul plătește vânzătorului suma respectivă.)
De exemplu, atunci când se aplică asupra titlurilor de proprietate, un astfel de contract este un derivat de capitaluri proprii care permite investitorilor să speculeze asupra evoluției prețurilor acțiunilor, fără a fi nevoie sa dețină dreptul de proprietate asupra acțiunilor subiacente. CFD-urile sunt instrumente financiare derivate care permit investitorilor să ia poziții "lungi" sau "scurte". Acestea stau la baza instrumentelor financiare și sunt adesea folosite pentru a specula pe aceste piețe. Speculațiile sunt considerate negative atât ca comportament personal, cât și pentru că ele dăunează economiei reale. 

## Istoric
Dezvoltate în Marea Britanie în 1974 ca o modalitate de a folosi aurul, CFD-urile au fost tranzacționate pe scară largă de la începutul anilor 1990.  CFD-urile au fost dezvoltate inițial ca un tip de schimb de capitaluri proprii (swap de acțiuni) care a fost tranzacționat în marjă. Invenția CFD-ului pe scară largă este creditată lui Brian Keelan și Jon Wood, ambii de la UBS Warburg, în afacerea lor cu Trafalgar House la începutul anilor 1990.  

## Avantaje și dezavantaje

### Avantaje
Principalul avantaj al contractelor de diferență constă în posibilitatea de a genera câștiguri financiare cu capitaluri minime. Comparativ cu împrumuturile, investitorul nu trebuie să plătească dobânda care i-ar diminua profitul. În plus, piața CFD este mai lax reglementată decât alte piețe financiare.

### Dezavantaje
Contractele de diferență sunt considerate un tip de investiție mai riscant decât altele. Dat fiind faptul că piața CFD e mai lax reglementată, multe dintre tranzacții depind de reputația brokerilor. Unii specialiști afirmă că anumiți brokeri profită de lipsa de educație financiară a clienților pentru a realiza câștiguri proprii pe seama acestora.  